# III. Richárd (dráma)

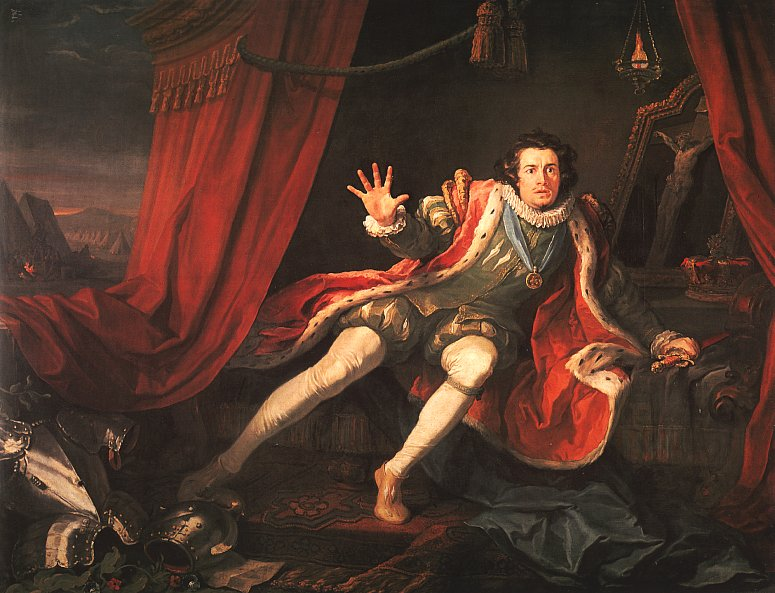
David Garrick III. Richárd szerepében, William Hogarth festménye, 1745

A III. Richárd William Shakespeare 1592 körül írt királydrámája, amelynek tárgya III. Richárd angol király hatalomra jutása és rövid uralkodása. A Hamlet után ez Shakespeare második leghosszabb darabja, amelyet ritkán adnak elő teljes terjedelmében.
Arról, hogy a rózsák háborúját követően nem a Yorkok lettek Anglia felvirágoztatói, III. Richárd, a gátlástalan, machiavellista király tehet. A VI. Henrik ismerete elengedhetetlenül szükséges az 1592 körül keletkezett III. Richárd megértéséhez – a dráma kezdő sorainál azt vesszük észre, hogy egy előadás utolsó harmadára érkeztünk – tudjuk, kinek udvarol a koporsónál a púpos, ki fekszik a koporsóban, kit vezetnek a Towerbe, miért átkozódik egy eszelős öregasszony, aki hajdan állítólag királyné volt. Az ítélet sommás. „Bőrükön a rokonvér. Egyikükért sem kár.” A történetben mindenkinek igényei és elszámolnivalói vannak, mindenki bosszúért liheg – ebből az erkölcsi csődtömegből profitál Richárd, aki már nem középkori király, hanem machiavellista reneszánsz fejedelem.
A dráma a korai, nyersebb Shakespeare-darabok közül való, a Titus Andronicus és a Rómeó és Júlia közvetlen rokona. A darab egy kezdő, tapogatózó, szertelen drámaíró műve, amelyben még sok a retorikai nehézkesség, és amelyben dominálnak a középkori moralitás-játékok sablonos elemei. Shakespeare Richárdja azért hozott újat, mert bonyolultabb és elevenebb figura volt, mint előtte az angol színpadok bármelyik hőse.
Egy Richárd-figura megjelent már a VI. Henrikben is, itt azonban egy új Richárd lép színre: a mitológiai alak, akit alapvetően kétféleképpen értelmezhetünk. Allegorikus értelmezésben ő az Isten büntetését torz mivoltában megtestesítő démon. A metaforikus megközelítés szerint ő a sorserőként megnyilvánuló, gátlástalan emberi nagyratörés Machiavelli-típusú megszemélyesítője. Richárd, annyi bizonyos, nem volt akármilyen ember. „Háborúban, melyhez inkább illett lelkülete, mint a békéhez, nem volt rossz vezér. Sok győzelmet nyert, néha vereséget is szenvedett, de soha sem saját hibájából, vagy mintha bátorsága és okossága hiányzott volna. […] Alattomos volt és hallgatag, mély képmutató, mozdulataiban alázatos, szívében kevély, külsőleg bizalmas, hol bensőleg gyűlölt, mindig kész megcsókolni azt, kit megölni szándékozott; kíméletlen és kegyetlen, nem mindig rossz akaratból, hanem gyakran becsvágyból, céljának elérése végett; barát és ellenség egyforma volt rá nézve, hol hasznáról volt szó, és nem kímélte életét egy embernek sem, aki útjában állt” – írta róla a Holinshed krónika.

## Szereplők
- IV. Eduárd angol király
- Eduárd, walesi herceg, Richárd, York hercege, a király fiai
- György clarence-i herceg, Richárd, Gloster hercege, a király öccsei

- Clarence kisfia

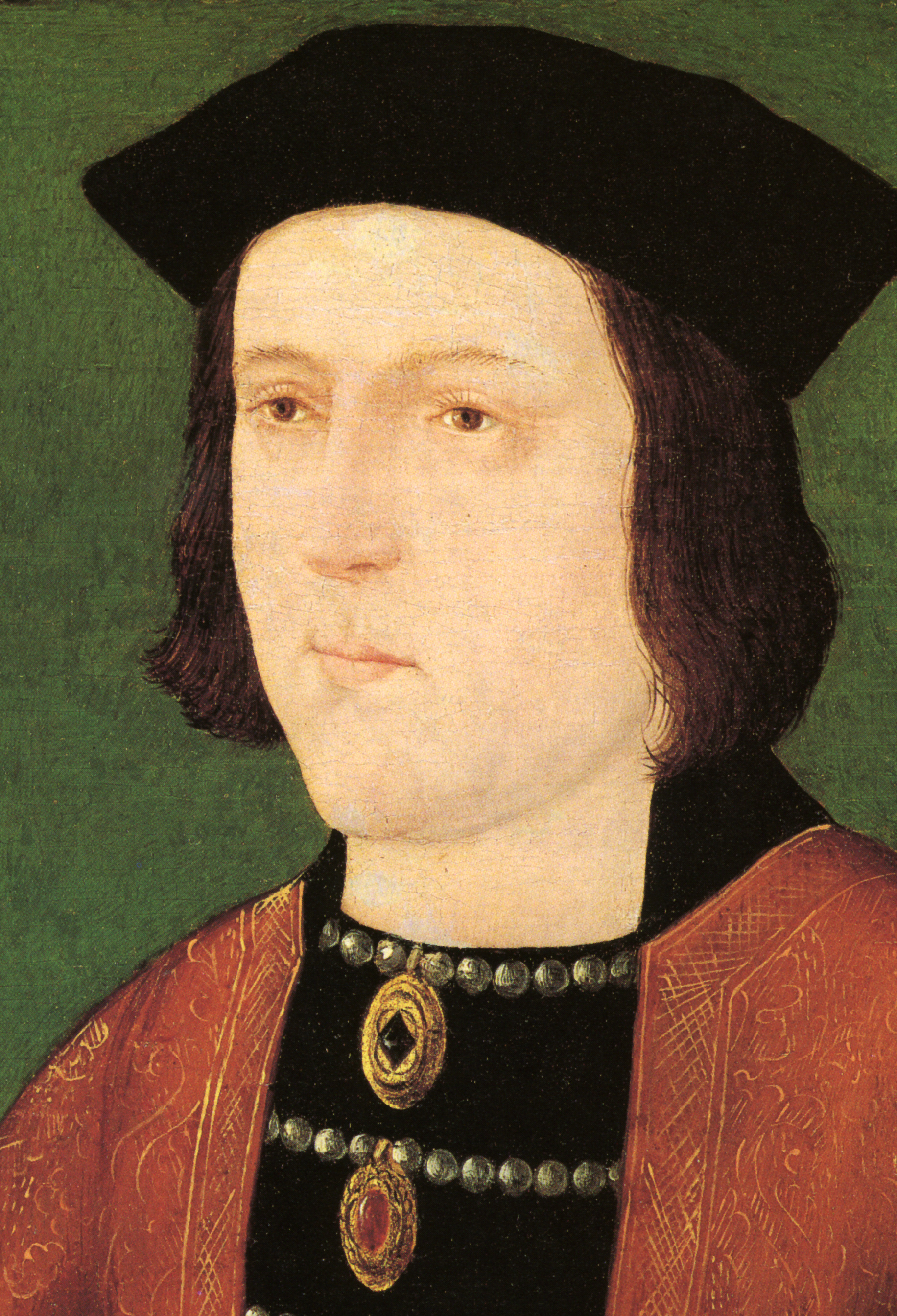
IV. Eduárd angol király

- Henrik, Richmond grófja, később VII. Henrik király
- Bourchier bíboros, canterburyi érsek
- Thomas Rotherham, yorki érsek
- John Morton, elyi püspök
- Buckingham hercege
- Norfolk hercege
- Surrey grófja, Norfolk herceg fia
- Rivers gróf, a királyné bátyja
- Dorset márki és Lord Grey, a királyné fiai

- Oxford grófja
- Lord Hastings
- Lord Stanley
- Lord Lovel
- Sir Thomas Vaughan
- Sir Richard Ratcliff
- Sir William Catesby
- Sir James Tyrrel
- Sir James Blunt
- Sir Walter Herbert

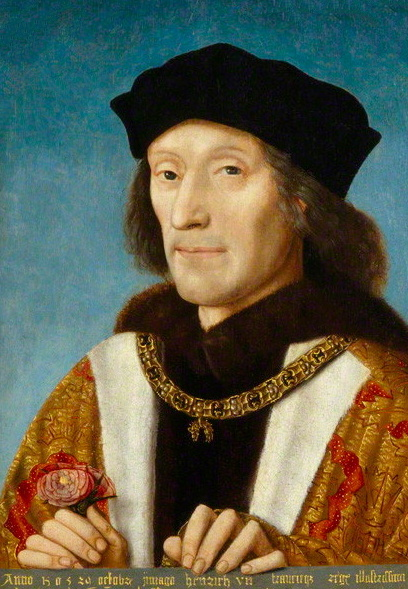
VII. Henrik angol király

- Sir Robert Brakenbury, a Tower várnagya
- Sir William Brandon
- Christopher Urswick, pap
- Londoni Lord Mayor
- Wiltshire sheriffje
- Erzsébet királyné, IV. Edwárd király felesége
- Margit, VI. Henrik király özvegye
- York hercegné, IV. Eduárd király, Clarence és Gloster anyja
- Lady Anna, Eduárd walesi herceg özvegye, később Gloster felesége
- Lady Margaret Plantagenet, Clarence kislánya

## A darabbeli III. Richárd király
A legfontosabb azonban az, hogy tudjuk: Richárd elsősorban színész volt. Kezdő monológjának híres sora szerint „I am determined to prove a villain,” amely magyarul nagyjából annyit tesz: „elszánt vagyok, hogy gazemberként bizonyítsak” (Vas István fordításában „Úgy döntöttem, hogy gazember leszek”) – tehát több lehetőség közül választja a gazemberséget, kipróbálja, eljátssza, mint valami intellektuális szerepet. Richárdé ebben a darabban minden szerep: a hősszerelmes, a jó testvér, a bölcs honatya, a bohóc, a szent – mindet eljátssza, mikor mi van műsoron, hálás közönség előtt. Amikor király lesz, hirtelen vége szakad a színjátéknak. Minden valósággá válik, így vége a színlelésnek: kiderül, hogy Richárd ripacs, aki belebukik a szerepjátszásba. Richárdról az őt befeketíteni szándékozók feljegyezték, hogy nagyon csúnya volt, hogy testi és szexuális fogyatékosságait kompenzálta nagyravágyásával. Nem biztos azonban, hogy csúfsága vagy hatalomvágya önmagában kellő motivációt biztosít számára – számos előadásban szándékosan nem hangsúlyozták testi fogyatékosságait –, hiszen híres hadvezér volt, hős bajvívó, tehát valójában nem lehetett nyomorék. Sokkal inkább egy intellektuális, erős akaratú bűnöző, aki maga sem tökéletes, aki maga is sokszor belebukik a játékba, és aki rendületlenül tovább próbálkozik: sikerül-e?

## A darab történelmi háttere

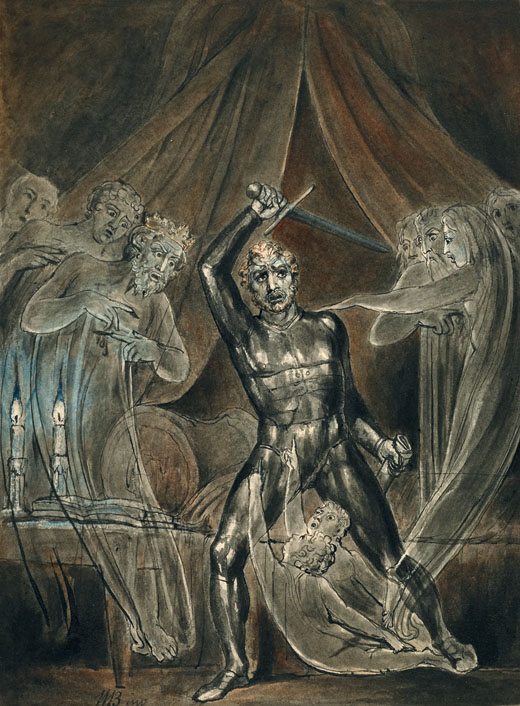
Richárdot kísértik az általa kivégzettek szellemei

A szomorú hír az, hogy igen: sikerül. A rózsák háborúja idején Anglia tele van talpnyaló, elvtelen papokkal, főnemesekkel és polgárokkal, ami ideális talajt biztosít a rémuralomnak. Richárd tigris a hiénák között, áldozatai közül valójában csak az ártatlan gyermekeket és gyönge asszonyokat tudjuk sajnálni. A többi áldozat méltó gyermeke a kornak, a nemzedékeken át dühöngő testvérharc korának. Nincs köztük olyan, akinek lelkét több-kevesebb árulás és gyilkosság ne terhelné. Nem jobbak ők sem Richárdnál, csak kisebbek. Richárdban ezért nem csupán a gonosz embert, hanem a kérlelhetetlen bosszú megtestesülését látjuk, azon bosszúét, melyet a kor bűnei, a pártviszály, a gyűlölködés kihívtak maguk ellen. Nézzük meg, kik veszik őt körül: a felkapaszkodott új elit (Rivers, Grey, Dorset, Vaughan), a hatalmi harc veteránjai (Clarence, Hastings, Buckingham), és a királyi családok tagjai. Richárd visszataszító figura, mégis látjuk, hogy az angol főnemesség és London polgársága gerinctelen féreg vele szemben. Clarence, Buckingham, Hastings, Rivers és a többiek nem ártatlan áldozatai egy dühöngő fenevad vérengzésének, hanem mindnyájan saját egyéni hibáikért és a korszak bűneiért esnek el; s a legnagyobb gonosztevő, aki a hóhér feladatát végzi köztük, öntudatlanul, akarata ellenére az örök igazság végrehajtója, aki véres munkájának befejeztével maga is elbukik.
Az ember természete olyan, hogy szereti a borzongást, a kegyetlenséget, a sorsszerű eseményeket, szeret azonosulni a jóval, és szereti látni a rossz bukását. Nem véletlenül volt mindig sikeres darab a III. Richárd. Ez a mű azért is mindig kéznél van, mert mondanivalója a történelem bármely periódusában érvényes – ma is. A darab akkori aktualitását az adhatta, hogy nyilvánvalóvá vált: Erzsébet királynő nem fog férjhez menni, így a Tudor-ház egyenes ági leszármazottai kihalásával fennáll egy újabb trónviszály, egy újabb polgárháború lehetősége. A VI. Henrik és a III. Richárd épp mint elrettentő példát akarta a néző elé tárni a rózsák háborújának, a polgárháborúnak a borzalmait.

## Magyar fordítások
A III. Richárdot magyar nyelvre először Mérey Sándor ültette át az 1790-es években Christian Felix Weisse német nyelvű átiratát használva alapul, Tongor, vagy Komárom állapottya a VIII. században címmel. Mérey a kor ízlésének megfelelően áthelyezte a cselekményt az ősmagyar időkbe. Mérey szövege az idők során elveszett, viszont az 1794-es pesti magyar ősbemutató igen sikeres volt.
Az angol eredeti szövegből készült első hiteles fordítást Vajda Péter végezte, viszont prózai formát használt. A Nemzeti Színház 1843. április 1.-én mutatta be Vajda fordítását, a címszerepet Lendvay Márton alakította, az előadást Egressy Gábor rendezte. A további szerepeket Fáncsy Lajos (Buckingham), Szentpétery Zsigmond (Hastings), Hivatal Anikó (Margit királyné), Laborfalvi Róza (Erzsébet) játszották.
1873-ban Szigligeti Ede fordította le újra a darabot. 1873. október 29-én mutatta be a Nemzeti Színház Szigligeti fordítását Molnár György rendezésében. Ez a fordítás először a Kisfaludy Társaság Shakspere szinművei című összkiadásban jelent meg.
A 20. század elején Radó Antal fordításában mutatta be a darabot a Nemzeti 1910. november 12-én Ivánfi Jenő címszereplésével. Radó fordítását a Franklin Társulat adta ki először 1925-ben a
1943-ban Vas István fordította le a darabor újfent, mely fordítás az egyik legidőtállóbb munka. 1947. december 13-án a Nemzeti Színház mutatta be ezen fordítással a művet. Az előadást Nádasdy Kálmán rendezte, a címszerepet Major Tamás alakította. Vas fordítása először az Új Könyvtár sorozatban jelent meg.
2017-ben Vecsei H. Miklós fordításában került színre a mű a Nemzeti Gobbi Hilda Stúdiószínpadán. Az előadást ifj. Vidnyánszky Attila rendezte a címszerepet Trill Zsolt alakította.

## Feldolgozásai
A leghíresebb adaptáció az 1955-ös filmváltozat, melynek főszerepét Laurence Olivier játszotta. Ian McKellen 1995-ös filmje az 1930-as évek elképzelt fasiszta Angliájában játszódik, itt Richárd diktátorként jelenik meg. 1996-ban Al Pacino főszereplésével forgattak dokumentumfilmet Richárdról (Looking for Richard). 2008-ban Scott M. Anderson és David Carradine főszereplésével forgatták a legutóbbi Richárd-filmet.
2005-ben Antwerpenben mutatták be Giorgio Battistelli operáját, amely az eredeti forrásszöveget helyenként redukálva operához illő dimenzióban dolgozza fel a történetet.
A darab leghíresebb idézete a „Lovat! Lovat! Országomat egy lóért!” (V. felv. 4. szín), amely gyakran hallható Magyarországon is, a ló helyett sokszor más vágyott dolgot behelyettesítve. Richárd karakterére számos irodalmi műben, színházi előadásban és filmben utalnak, az európai kultúrában sokszor a gátlástalan hatalomvágy, az embertelen kegyetlenség megtestesítője.